# Jean-Baptiste Fresez
Jean-Baptiste Fresez (Longwy, 10 de juliol de 1800- Ciutat de Luxemburg, 31 de març de 1867) va ser un pintor luxemburguès d'origen francès. Es va dedicar principalment a les pintures de retrats i paisatges.

## Biografia
A l'edat de dos anys, el 1802, es va traslladar tota la familia a Luxemburg, on el seu pare va treballar en la fàbrica de ceràmica Villeroy & Boch a Rollingergrund-Luxemburg.
JB Fresez va rebre la seva formació a Luxemburg i a l'Acadèmia Reial de Belles Arts de Brussel·les. Més tard, va fer viatges d'estudi a diverses ciutats europees, entre d'altres a París.
Va ser professor d'Art a Luxemburg des de 1824, Jean-Baptiste Fresez va adquirir la nacionalitat luxemburguesa a través d'una opció de 1848. Innovador en els seus mètodes, entre d'altres Fresez va tenir com a alumnes a Pierre Brandebourg i Jacques Sturm.

## Obres
El Museu Nacional d'Història i Art de Luxemburg té una gran col·lecció d'obres de Fresez (retrats, paisatges).
- 1828 Vistes de la ciutat de Luxemburg.
- 1857 Album pittoresque du Grand-Duché de Luxembourg'. Edicions Vic Hoffmann, 1932. Reeditat el 1968 ([Linden i Hansen) l'any 19xx (Éditions Galerie Kutter) el 1990 (Messageries du Livre).
- Villeroy & Boch ha produït una sèrie de plats de porcellana amb representacions de castells de Luxemburg pintats per Fresez.

## Galeria

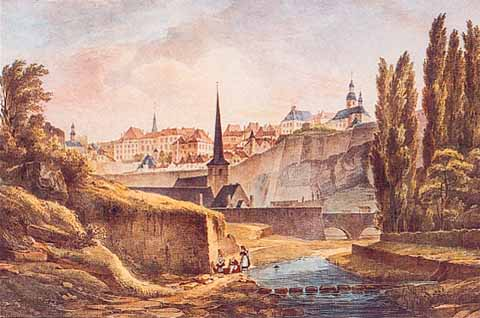
Pintura (circa 1828)
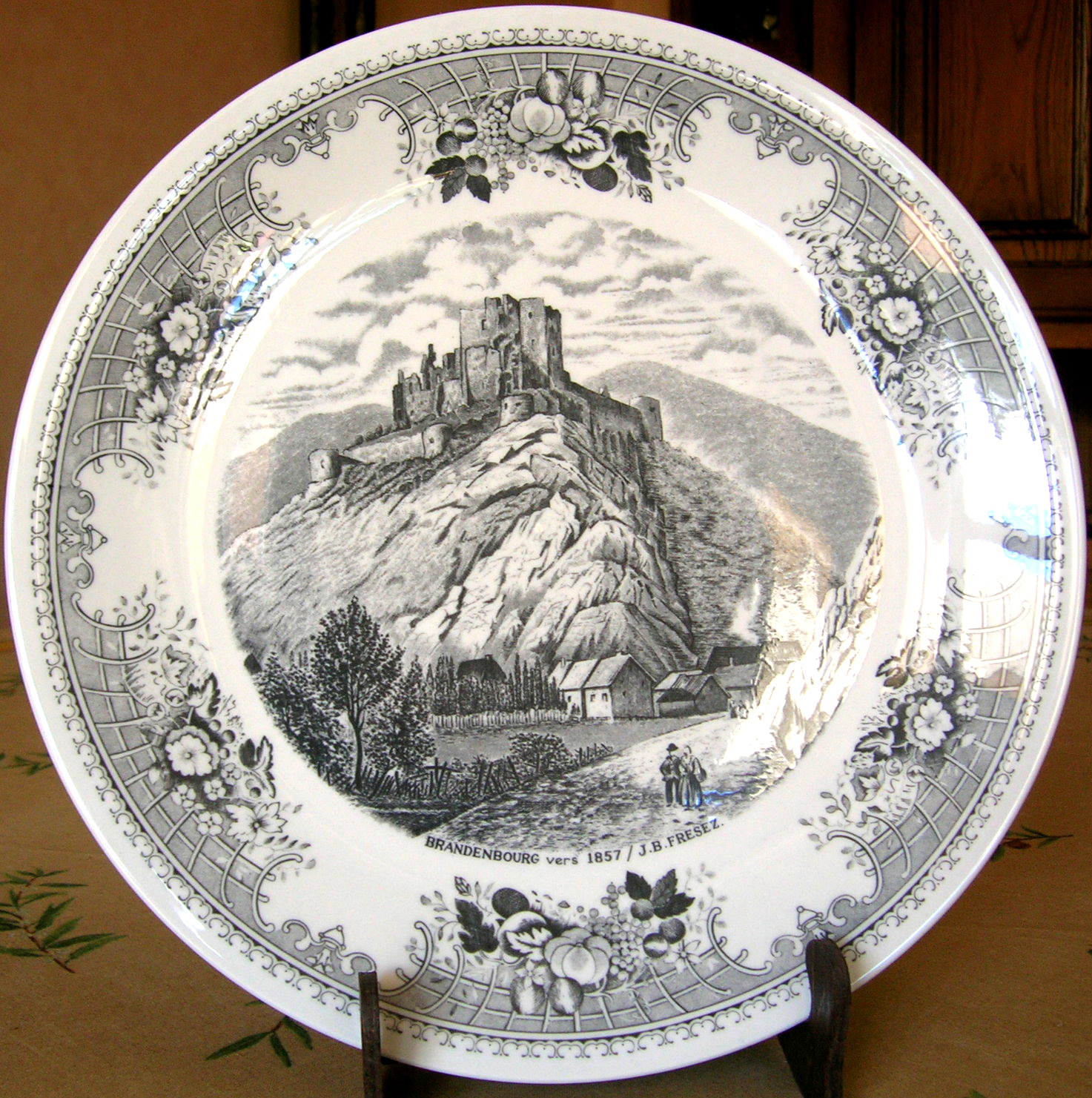
Ceràmica (1857)
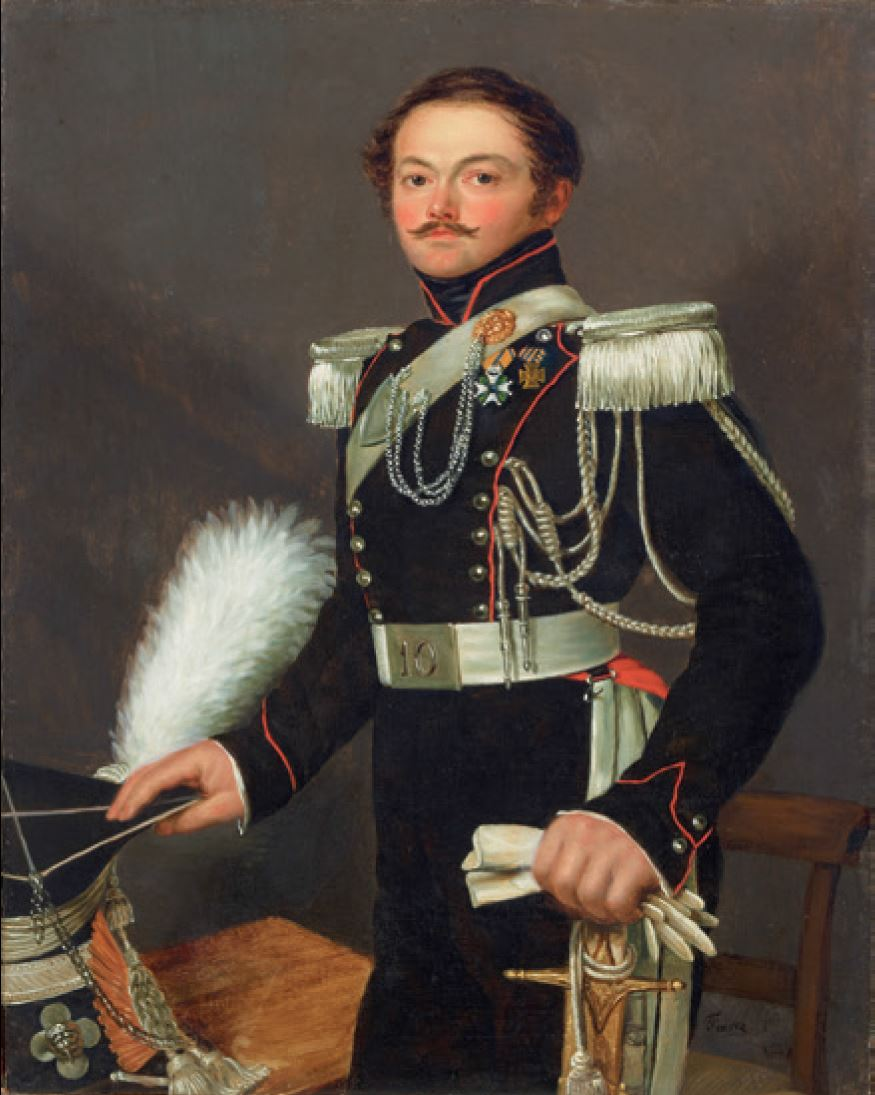
Retrat de Martin Baudouin (1829)